# 哈尔巴尔恩森
哈尔巴尔恩森是德国下萨克森州的一个市镇。总面积7.63平方公里，总人口611人，其中男性313人，女性298人（2011年12月31日），人口密度80人/平方公里。